# Besteu
El Besteu és una muntanya de 363 metres que es troba al municipi de Cubells, a la comarca catalana de la Noguera.
Al cim podem trobar-hi un vèrtex geodèsic (referència 260105001).